# حمام قدیمی احمدآباد سفلی
حمام قدیمی احمدآباد سفلی مربوط به اواخر دوره قاجار است و در شهرستان تکاب، بخش تخت سلیمان، روستای احمدآباد سفلی واقع شده و این اثر در تاریخ ۱۷ اسفند ۱۳۸۱ با شمارهٔ ثبت ۷۵۲۳ به‌عنوان یکی از آثار ملی ایران به ثبت رسیده است. به دلیل بی کفایتی مسئولان در حال حاضر ورودی این مکان مسدود شده است و قسمت‌هایی از آن تخریب و محل دفن زباله و فضولات حیوانی شده است.